# Махура
Махура (груз. მახურა) — село в Грузії.
За даними перепису населення 2014 року в селі проживає 47 осіб.